# Poblenou (metropolitana di Barcellona)
Poblenou è una stazione della linea 4 della metropolitana di Barcellona situata sotto la calle Pujades nel quartiere di Poblenou del distretto di Sant Martí di Barcellona.
La stazione inaugurata nel 1977 faceva parte della Linea IV con il nome di Pueblo Nuevo. Nel 1982 con la riorganizzazione delle linee divenne una stazione della L4 e cambiò il nome nell'attuale forma catalana di Poblenou.